# カザレッキオ・ディ・レーノ
カザレッキオ・ディ・レーノ（伊: Casalecchio di Reno）は、イタリア共和国エミリア＝ロマーニャ州ボローニャ県にある、人口約36,000人の基礎自治体（コムーネ）。

## 地理

### 位置・広がり

#### 隣接コムーネ
隣接するコムーネは以下の通り。
- ボローニャ
- サッソ・マルコーニ
- ゾーラ・プレドーザ

### 気候分類・地震分類
カザレッキオ・ディ・レーノにおけるイタリアの気候分類 (it) および度日は、zona E, 2269 GGである。
また、イタリアの地震リスク階級 (it) では、zona 3 (sismicità bassa) に分類される。

## 行政

### 分離集落
カザレッキオ・ディ・レーノには、以下の分離集落（フラツィオーネ）がある。
- Ceretolo, Croce, Eremo di Tizzano, Molino Bolsenda, Riale (Bologna), Villa Marescalchi

## 姉妹都市
- ロマンヴィル、フランス
- Pápa、ハンガリー
- トレンチーン、スロバキア